# Typhlodromus doreenae
Typhlodromus doreenae är en spindeldjursart som beskrevs av Schicha 1987. Typhlodromus doreenae ingår i släktet Typhlodromus och familjen Phytoseiidae. Inga underarter finns listade i Catalogue of Life.